# Joodse begraafplaats (Schijndel)
In de plaats Schijndel in de Nederlandse provincie Noord-Brabant is een Joodse begraafplaats gelegen aan de Wilhelminalaan in de wijk Hoevenbraak grenzend aan de wijk Hulzenbraak. Er staan 110 grafstenen.
De begraafplaats werd niet alleen gebruikt door de Joden van Schijndel, maar ook door de Joodse gemeenschappen van St. Oedenrode, Uden en Veghel.
Schijndel vormde samen met St. Oedenrode een Joodse gemeenschap in de rang van ringsynagoge van 1855 tot 1899. Daarna was de Joodse gemeenschap te klein geworden om zelfstandig verder te kunnen gaan en werd ze bij Veghel gevoegd.
Veghel was vanaf 1818 een bijkerk onder Eindhoven en bleef dit tot 1947. Toen werd ze bij de Joodse gemeenschap van Oss gevoegd.
Uden was vanaf 1858 een bijkerk en bleef dit tot 1950, toen ook zij bij Oss werd gevoegd.
Oss vormt vandaag de dag een van de vijf Nederlands-Israëlitische gemeenten van Noord-Brabant, naast Breda, Tilburg, Eindhoven en 's-Hertogenbosch. In Tilburg is overigens ook een Liberaal-Joodse Gemeente.